# Roméro et Juliette
 (octobre 2016).
Si vous disposez d'ouvrages ou d'articles de référence ou si vous connaissez des sites web de qualité traitant du thème abordé ici, merci de compléter l'article en donnant les références utiles à sa vérifiabilité et en les liant à la section « Notes et références ».
Roméro et Juliette est un téléfilm français de Williams Crepin, diffusé pour la première fois en septembre 2007.

## Synopsis
Patrice Roméro est un policier marseillais de l'antigang qui mène un train de vie supérieur à sa condition de simple policier : voitures de sports, costumes griffés, montres de luxe... 

Suspecté par l'IGS, ceux-ci envoient Juliette Lavigne, une inspectrice, chargée d'enquêter sur Roméro afin de déterminer s'il participe à certains trafics pour arrondir ses fins de mois. Incorruptible et psychorigide, Juliette va donc accompagner Roméro dans tous ses déplacements. 

Mais sous cette carapace, Juliette est une grande fleur bleue. Elle dévore les livres à l'eau de rose écrits par Violette Lamour, qui n'est d'autre que... Roméro.

## Distribution
- Dany Brillant : Patrice Roméro
- Natacha Lindinger : Juliette Lavigne
- Lionnel Astier : Jo l'anguille
- Laurent Spielvogel : Eddie, le manager de Violette Lamour
- Michel Cordes : Aldo Roméro
- Anne Decis : Pak
- Georges Neri : Edmond du centre de tir